# Руперт (Айдахо)
Руперт (англ. Rupert) — крупнейший город и административный центр округа Минидока  американского штата Айдахо. Является частью микрополитической статистической зоны Берли. Население составляло 6082 человека по переписи 2020 года, по сравнению с 5554 в 2010 году.

## Население
| 2010 | 2020  |
| ---- | ----- |
| 5554 | ↗6082 |